# Spilichneumon celsiae
Spilichneumon celsiae är en stekelart som först beskrevs av Peter Friedrich Ludwig Tischbein 1878.  Spilichneumon celsiae ingår i släktet Spilichneumon och familjen brokparasitsteklar. Inga underarter finns listade i Catalogue of Life.